# Кам'янка (притока Случі)
Кам'янка (рос. Каменка) — річка в Україні, у Романівському районі Житомирської області. Права притока Случі (басейн Прип'яті).

## Опис
Довжина річки 14 км, найкоротша відстань між витоком і гирлом — 13,38 км, коефіцієнт звивистості річки — 1,08, площа басейну водозбору 22,8 км². Річка формується декількома безіменними струмками та загатами. На деяких ділянках річка каналізована.

## Розташування
Бере початок на північній околиці села Камінь. Тече переважно на північний захід між селами Булдичів та Олександрівкою і на північно-східній стороні від Черніївки впадає у річку Случ, праву притоку Горині.